# Xylopsocus rubidus
Xylopsocus rubidus är en skalbaggsart som beskrevs av Pierre Lesne 1901. Xylopsocus rubidus ingår i släktet Xylopsocus och familjen kapuschongbaggar. Inga underarter finns listade i Catalogue of Life.

## Bildgalleri

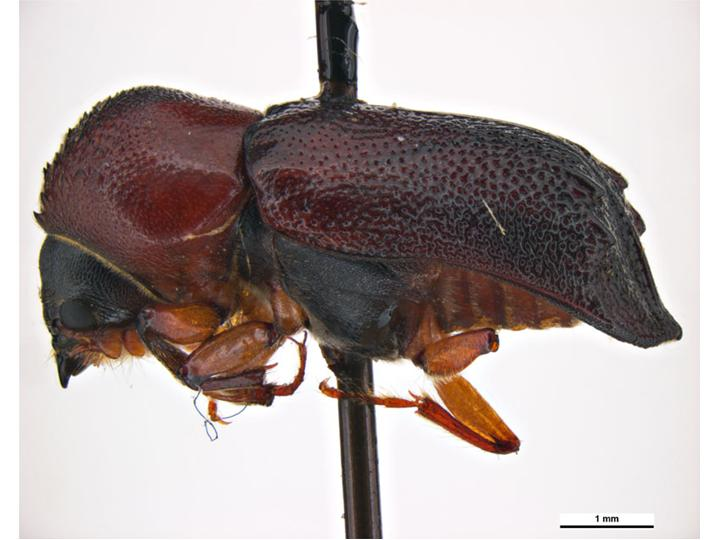